# Тропические комариные вирусные лихорадки

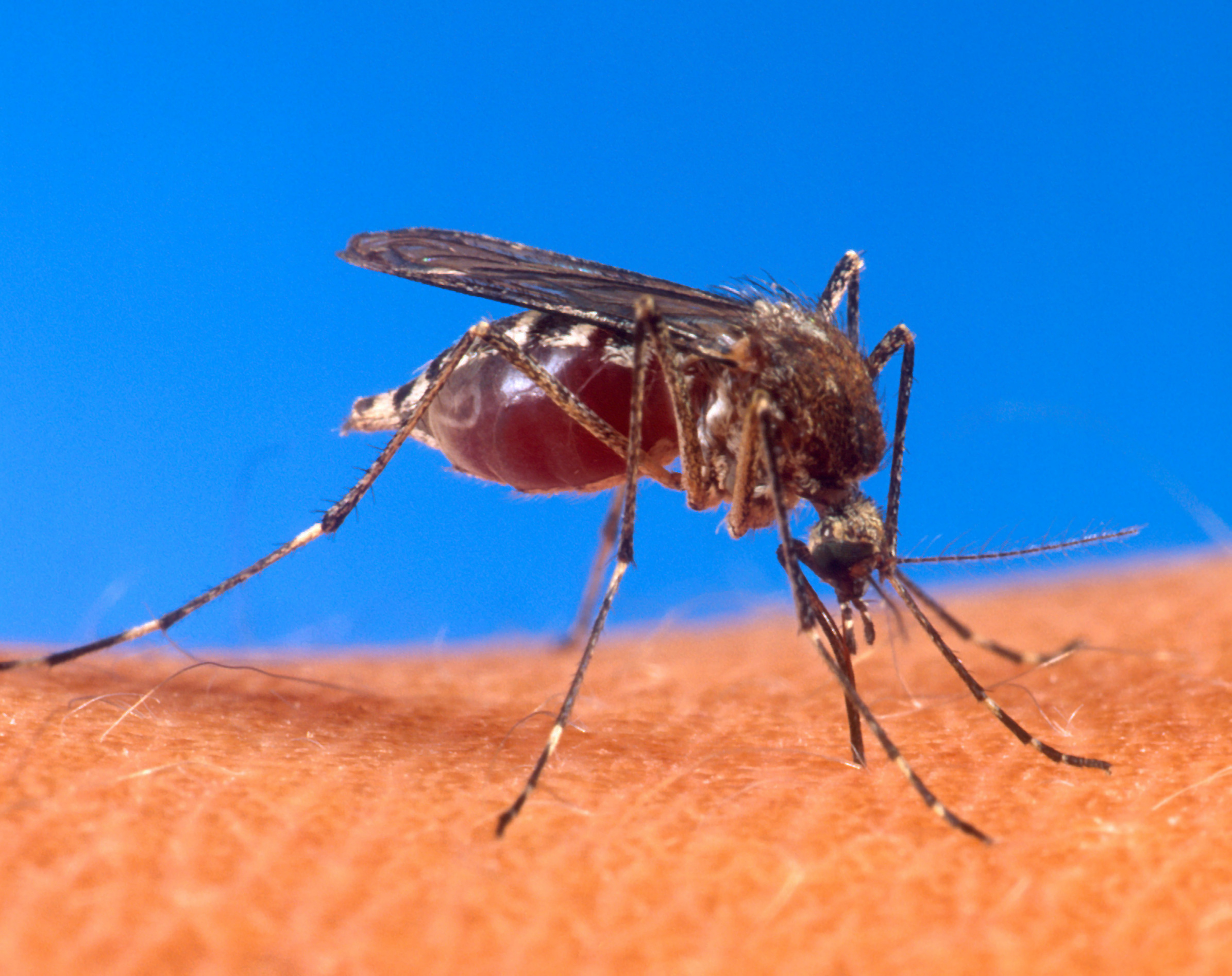
Aedes aegypti переносчик лихорадки Денге.

Тропические комариные вирусные лихорадки — трансмиссивные болезни, вызываемые вирусами, переносимыми комарами. Эти болезни регистрируются преимущественно в тропических и субтропических районах. Характеризуются кратковременной лихорадкой, явлениями общей интоксикацией, в ряде случаев проявляются появлением сыпью и поражением центральной нервной системы. К данной сборной группе заболеваний относят более 30 вирусных болезней, возбудители которых относятся к группе арбовирусов.

## Заболевания, входящие в группу
Наибольшее значение среди тропических комариных вирусных лихорадок из-за широкой географической распространенности, довольно большой вероятности развития крупных вспышек и часто встречающихся тяжелых случаев заболевания имеют: желтая лихорадка, денге, лихорадка Ласса, лихорадка Западного Нила, Буньямвера, Чикунгунья, О'Ньонг-ньонг, Оропуш.
Остальные известные тропические комариные вирусные лихорадки регистрируются обычно в виде отдельных случаев на малых ограниченных территориях, либо в качестве единичных заболеваний, из-за лабораторного заражения.
Данная группа заболеваний выявлена во многих странах Африки, Южной Америки и Азии; вирусы денге, энцефалита долины Мюррей и Синдбис в качестве возбудителей также известны в Австралии. Инфекционные заболевания, вызываемые вирусом Западного Нила, регистрировались также в некоторых странах Среднего Востока, Северной Америки и Европы (в дельтах рек Волги и Роны).